# Fizjologiczny spadek masy ciała noworodka
Fizjologiczny spadek masy ciała noworodka (ang. neonatal weight loss) – objaw fizjologiczny w pierwszych 3–5 dobach życia noworodka.
W prawidłowych warunkach ubytek masy ciała nie przekracza 10% urodzeniowej masy ciała, jednak przy spadku powyżej 7% powinno się zachować czujność (może być to sygnał ostrzegający o problemie). Spadek masy ciała występuje niezależnie od rodzaju pokarmu (karmienie piersią lub sztuczną mieszanką). Fizjologiczny spadek masy ciała spowodowany jest głównie utratą wody, która następuje przez oddanie moczu, smółki, utratę jej przez skórę i płuca oraz wysychającą pępowinę, a także utratą mazi płodowej i ograniczeniem przyjmowania płynów. Spadek masy ciała jest większy w okresie letnim, przy przegrzaniu noworodka albo niedostatecznej ilości pokarmu w pierwszych dniach życia.
U noworodków donoszonych, po początkowym spadku masy ciała, od 6 lub 7 dnia życia następuje jej przyrost; po około 2 tygodniach od urodzenia noworodek wyrównuje masę ciała do poziomu z momentu urodzenia.